# ARM Bravo (F-201)
La ARM Bravo (F-201) es una fragata de la Armada de México comprada a la Armada de los Estados Unidos de la Clase Bravo. Anteriormente era conocido con el nombre de USS McCloy (FF-1038) cuando era una fragata de la Clase Bronstein de la Armada de los Estados Unidos. La Armada de México le otorgó el nombre de ARM Bravo en honor al general y presidente mexicano Nicolás Bravo.
- Datos: Q2470128
- Multimedia: USS McCloy (FF-1038) / Q2470128